# Autoestradas de Portugal

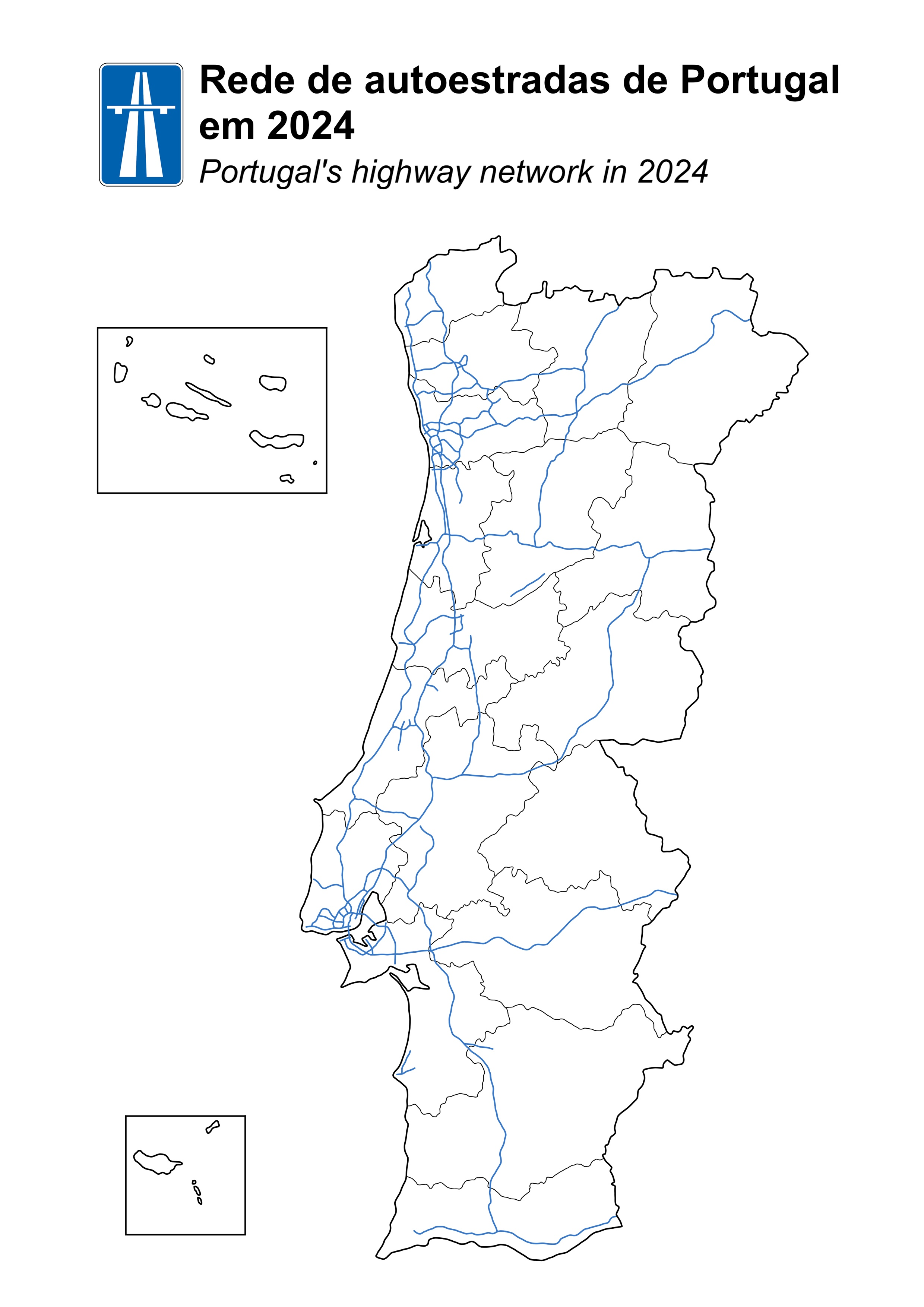
Rede de autoestradas de Portugal em 2024

Uma autoestrada em Portugal é uma via expressa de alta velocidade, que permite uma circulação rápida e segura de veículos motorizados. Elas ligam diferentes cidades e regiões do país, possibilitando um acesso mais fácil e rápido aos destinos. São geridas por entidades concessionárias, que têm a responsabilidade de construir, manter e operar as infraestruturas, bem como a cobrança de portagens aos utilizadores.
São definidas através do Código da Estrada (artigo 1.° do Decreto-Lei n.° 114/94, de 3 de maio), é uma via destinada a trânsito rápido, com separação física de faixas de rodagem, sem cruzamentos de nível, nem acesso a propriedades marginais, com acessos condicionados e sinalizada como tal. Tem no mínimo 2 vias de rodagem para cada sentido, com separação física de faixas de rodagem. É apenas acessível a veículos motorizados ligeiros e pesados, e com velocidade mínima de 50 km/h e máxima entre 80 e 120 km/h.
A rede nacional de autoestrada apresenta, em 2024, uma extensão de 3 065 km, das quais:
- 2 559 km são concessionados a empresas privadas
- 204 km sob gestão direta da empresa pública Infraestruturas de Portugal e
- 302 km subconcessionados por esta a empresas privadas.

Já no regime de cobrança a grande maioria das autoestradas nacionais são:
- portajadas com as portagens tradicionais (cerca de 52 %) e portagens eletrónicas (cerca de 32 %)
- e cerca de 16 % são gratuitas no seu uso. Essa taxa irá aumentar a partir de 2025, já que uma grande parte das autoestradas se irão tornar gratuitas[2].

Quase todas as sedes distritas estão ligadas a uma autoestrada, exceto as sedes distritais de Beja e Portalegre. Ao contrário dos dezoito distritos, que estão todas ligadas a uma autoestrada. A maioria dessas vias se econtram nos distritos do litoral, aonde estão também localizadas as grandes cidades e regiões metropolitanas do país.